# 손턴 와일더

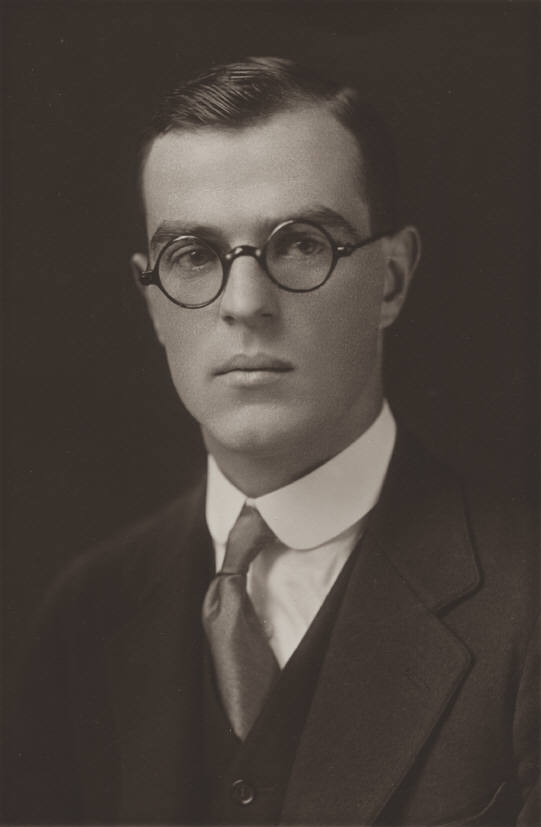
손턴 와일더 (1920)

손턴 니벤 와일더(Thornton Niven Wilder, 1897년 4월 17일 ~ 1975년 12월 7일)는 미국의 극작가다.
소설가로도 유명한 그는 극작가로서도 독특한 지위를 굳히고 있다. <우리 읍내>(1938), <위기일발>(1942)은 모두 퓰리처상을 수상한 희곡인데, 전자는 북부의 작은 마을에서 일어나는 평범한 일상생활을 묘사하고 있으며, 현재의 생(生)을 사후(死後)의 세계로 연결시키고 있다. 더욱이 무대장치가 없는 벌거벗은 무대에서 이를 연출하였고, 후자는 인류가 유사 이전(有史以前)부터 몇 차례의 위기에 직면하고, 이를 극복하며 살아 나가는 장대한 내용을 코믹한 작가 특유의 필치로 밀고 나가는 유니크한 작품이다. 이 밖에 <결혼 중매>(1954) (뮤지컬의 걸작 <핼로 돌리>의 원본), 에든버러 축제를 위해서 쓴 <태양 아래의 인생>(1955), 1막물을 모은 <브리카 가로(街路)를 위한 3개의 희곡>(1962) 등이 있다. 그 밖에 오베이의 <루크리스>의 번역 등도 있다.